# 夜の訪問者 (小川順子の曲)
「夜の訪問者」（よるのほうもんしゃ）は、1975年4月1日に発売された小川順子のデビュー・シングル。

## 解説
- デビュー前から小川順子の売り出しにあたって「第二の藤圭子」と期待され楽曲も藤圭子に携わった作家が担当するなどして注目を浴びたことと小川順子の新鮮な歌い方と愛嬌あるルックスが受け大ヒットとなり日本レコード大賞の優秀新人賞を受賞[1]、シングル売り上げ約22万枚、オリコン最高位9位の記録となった[2]。

## 収録曲
- 両楽曲共に、作詞：石坂まさを / 作曲：城賀イサム / 編曲：伊藤雪彦

1. 夜の訪問者（3分19秒）
2. 恋はひとりぼっち（3分00秒）

## テーマ曲使用
- 1982年、TBSラジオ「歌うヘッドライト」のテーマ曲に使用された[3]。
- 演出家の鈴木忠志は高田馬場駅前のパチンコ屋でこの曲を聞き、「歌詞が想像させる少女の状況が、私が舞台を発想するときの絵柄と類似している」と感じて、すぐ有線放送の会社に問い合わせた。このため鈴木の舞台「世界の果てからこんにちは」（1991年初演）にテーマ曲として使用されている。

## カバー
- 石川さゆり（1975年、アルバム「あなたの私」収録）